# 圣胡安德尔莫利尼略
圣胡安德尔莫利尼略，是西班牙卡斯蒂利亚-莱昂阿维拉省的一个市镇。总面积36平方公里，总人口322人（2001年），人口密度9人/平方公里。